# Morti nel 942
| Questa pagina contiene informazioni ricavate automaticamente dalle voci biografiche con l'ausilio del template Bio e di un bot. L'aggiornamento è periodico e automatico e ricostruisce completamente la pagina. Se manca una persona in questa lista, sei pregato di non aggiungerla, ma accertati piuttosto che la sua voce biografica contenga il template Bio e che i dati anagrafici siano correttamente compilati. Se il template Bio manca, inseriscilo tu stesso o, in alternativa, metti l'avviso {{tmp\|Bio}} che ne segnala la mancanza. Se i dati riportati sono sbagliati, correggi direttamente la voce biografica; le modifiche saranno visibili in questa lista entro pochi giorni. Per chiarimenti vedi il progetto biografie. La lista contiene solo le 8 persone che sono citate nell'enciclopedia e per le quali è stato implementato correttamente il template Bio. Pagina aggiornata al 18 lug 2025. |

- 16 maggio - Sa'Adyah ben Yōsēf al-Fayyūmī, rabbino egiziano
- 19 ottobre - Gozlin, nobile franco (n. 914)
- 18 novembre - Oddone di Cluny, abate, scrittore e santo francese
- 17 dicembre - Guglielmo I di Normandia, nobile normanno
- Agapio di Gerapoli, vescovo e storico arabo
- Ermogio di Tui, vescovo e santo spagnolo
- Pietro Partecipazio, doge
- Papa Stefano VIII, papa e cardinale italiano